# Aleksiej Stachowicz
Aleksiej Michajłowicz Stachowicz, ros. Алексей Михайлович Стахович (ur. 10 października 1918 w Sztokholmie) – rosyjski działacz emigracyjny, oficer Wehrmachtu podczas II wojny światowej
Jego ojciec był rosyjskim dyplomatą, który po rewolucji bolszewickiej 1917 r. pozostał w Szwecji. Następnie wyjechał do Włoch, zaś ostatecznie w 1921 r. zamieszkał w Austrii. Aleksiej M. Stachowicz ukończył szkołę średnią w Salzburgu. Działał w ruchu skautowskim. W 1938 r. został zmobilizowany do armii austriackiej. Służył w oddziale łączności. Po przyłączeniu Austrii do III Rzeszy skierowano go do szkoły oficerskiej Wehrmachtu. Po jej ukończeniu kontynuował służbę w łączności. W 1940 brał udział w kampanii francuskiej. Następnie walczył z Sowietami na froncie wschodnim. Doszedł do stopnia kapitana. Otrzymał Żelazny Krzyż 2 i 1 klasy. Po zakończeniu wojny powrócił do Salzburga. Ukończył miejscową politechnikę, zostając inżynierem telekomunikacji. Ponownie zaangażował się w działalność w ruchu skautowskim. Mianowano go pułkownikiem Syberyjskiego Wojska Kozackiego. W późniejszym okresie życia przeniósł się do Niemiec.